# Eimeria
Eimeria je rod kokcidií, parazitických prvoků ze skupiny výtrusovců (Apicomplexa). Rozpoznávacím znakem jsou vejčité oocysty o velikosti asi 20 mikrometrů, jež obsahují čtyři sporocysty se Stiedovými tělísky, každá sporocysta se dvěma sporozoity. Rod Eimeria zahrnuje celou řadu významných cizopasníků domácích i volně žijících zvířat.
Životní cyklus se z převážné části odehrává obvykle ve střevě hostitele. Ze sporocysty se sporozoit dostává do hostitelské buňky ve střevním epitelu, roste, množí se a vytváří merozoity, kteří infikují další buňky. Část merozoitů však dospívá v buňkách do mnohojaderných samčích nebo jednojaderných samičích gametocytů. Samčí gamety se následně uvolňují a oplodňují samičí gametocyty přímo v hostitelské buňce. Ta se po úspěšném oplození změní v zygotu a dospívá v oocystu, jež se následně uvolňuje ze střeva do vnějšího prostředí a tam vytváří sporu, jež může napadnout dalšího jedince.

## Hostitelé
Eimerie parazitují v poměrně širokém spektru hostitelů. Známé jsou eimerie kura domácího (9 druhů), vyvolávající kokcidiózu domácí drůbeže. Třináct druhů je známo jako původce kokcidiózy králíků (z nichž některé parazitují v játrech a nikoliv ve střevě). Známy jsou i druhy napadající prasata či skot. U lidí nemá tento rod vyšší význam.

## Zástupci
- Eimeria stiedai – kokcidie jaterní
- Eimeria zuerni – kokcidie dobytčí
- Eimeria brunetti
- Eimeria tenella
- Eimeria necatrix
- Eimeria acervulina